# Arsphénamine
L'arsphénamine, plus connue sous le nom de Salvarsan ou de 606, est un médicament utilisé dans la première moitié du XXe siècle  contre la syphilis et la trypanosomiase. Ce composé arsenical est souvent considéré comme le premier agent chimiothérapeutique moderne[réf. nécessaire].

## Historique

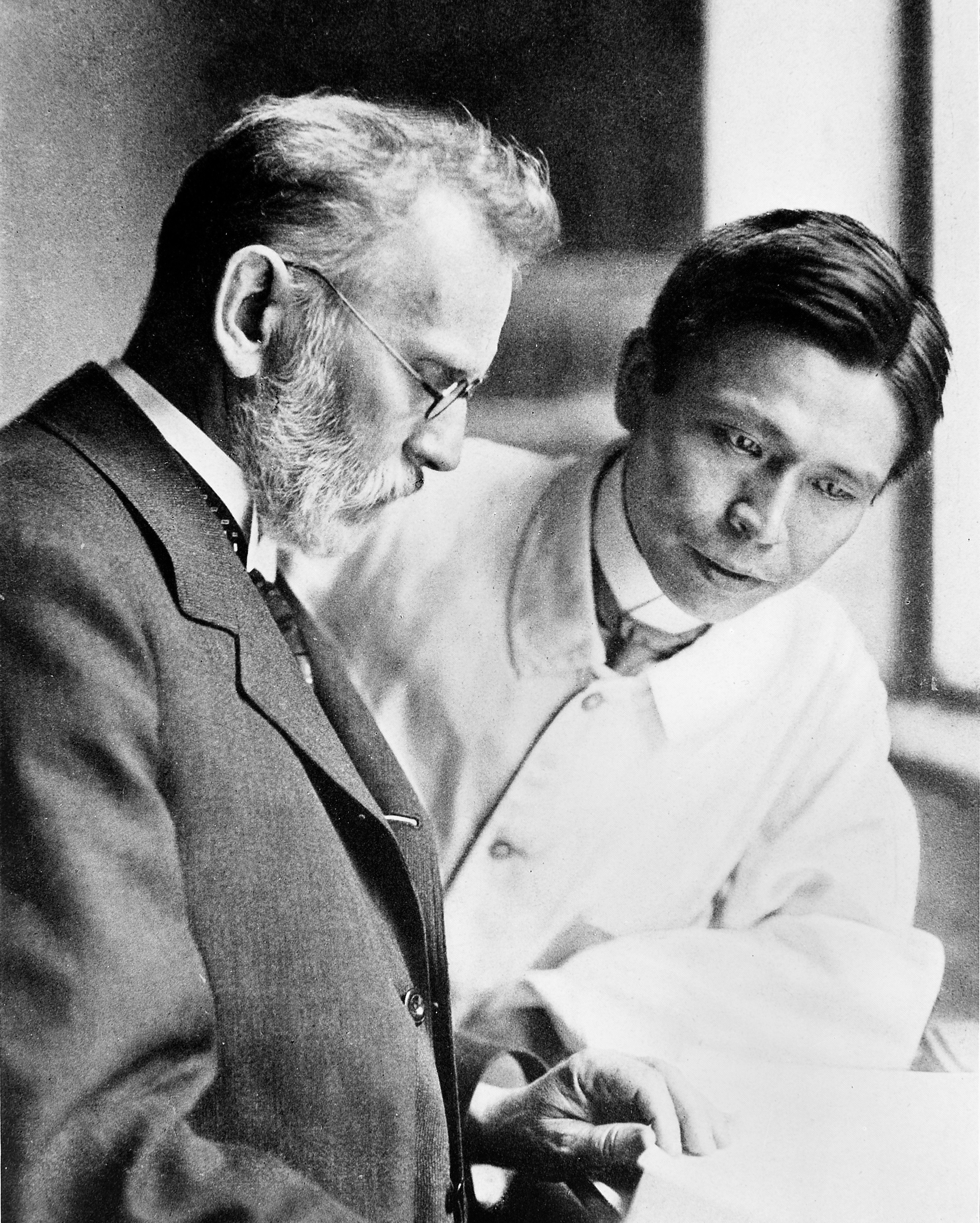
Ehrlich et Hata

Les dérivés de l'arsenic sont connus de longue date pour leurs propriétés thérapeutiques, mais aussi pour leur toxicité, lorsque, en 1863, Antoine Béchamp synthétise un composé aniliné de l'arsenic, et le baptise atoxyl pour marquer sa relativement faible toxicité. En 1902, des médecins allemands introduisent l'atoxyl dans le traitement de certaines dermatoses,. En 1905, un Canadien et un Autrichien découvrent qu'il est efficace contre la maladie du sommeil. Les effets toxiques restent pourtant beaucoup trop élevés, et le médicament est bientôt abandonné.
Cependant, la découverte de l'activité de l’atoxyl sur le trypanosome a attiré l’attention du bactériologiste allemand Paul Ehrlich. Avec le chimiste Alfred Bertheim (en) et le bactériologiste Sahachiro Hata, il se met à retravailler la molécule. Il synthétise et expérimente plus de neuf cents dérivés, dont le six cent sixième, ainsi dénommé 606 et dont Ehrlich et Hata signent ensemble la découverte en 1908, est introduit en 1911 contre la syphilis et se révèle d'une très grande efficacité,. Amélioré secondairement en Néosalvarsan (néoarsphénamine), puis en Mapharsen (arsphénoxide), le produit reste pendant une dizaine d'années le traitement de référence de la syphilis.
Le succès du Salvarsan ayant relancé la recherche, de nombreux nouveaux médicaments arsenicaux sont introduits au cours des années suivantes, tels la tryparsamide (it) de Jacobs (en) et Heidelberger (en) (1919), le stovarsol (1921) et l’orsanine (1925) de Fourneau, puis le mélarsoprol de Friedheim (es) (1949).
Quoique abandonné à son tour car trop toxique encore, le Salvarsan, directement issu de l'atoxyl de Béchamp, marque donc une étape essentielle dans le développement de la chimie des médicaments de synthèse. Il est souvent considéré comme le premier agent chimiothérapeutique moderne et Ehrlich est honoré par beaucoup comme « le père de la chimiothérapie »[réf. nécessaire].